# アムステルダム・バロック管弦楽団
アムステルダム・バロック管弦楽団（英: Amsterdam Baroque Orchestra）は、オランダ・アムステルダムを拠点に活動する古楽器オーケストラである。

## 沿革
1979年にトン・コープマンによって設立。1992年にはアムステルダム・バロック合唱団が併設される。コープマンがチェンバロを弾きながら指揮をするスタイルで、年に数回古楽器の名手が集まって活動を行う。設立から1987年までモニカ・ハジェットがコンサートミストレスを務めていた。
代表的なレコーディングは、エラート・レーベルにバッハのカンタータ全曲集（途中からレーベルをアントワーヌ・マルシャンへ移籍）や宗教曲、ヘンデル作品集、モーツァルト交響曲集などがある。グラモフォン賞、ディアパソン・ドール賞、エクトル・ベルリオーズ賞、エジソン賞などの受賞歴がある。